# Askanija-Nova (biosférická rezervace)
Askanija-Nova (ukrajinsky Біосферний заповідник «Асканія-Нова» ім. Ф. Е. Фальц-Фейна – Biosfernyj zapovidnyk „Askanija-Nova“ im. F. E. Falc-Fejna) je biosférická rezervace v Chersonské oblasti na jihu Ukrajiny o rozloze 333 km². Zdejší krajina je tvořena stepí, která jako jediná v Evropě nebyla nikdy zemědělsky využívána. Třetina areálu je oblastí původních travin, kam je vstup možný pouze na zvláštní povolení, zbytek tvoří městečko Askanija-Nova se zooparkem, šlechtitelskou stanicí a botanickou zahradou.

## Historie
Území, do té doby neobydlené, získal od ruského cara v roce 1828 německý statkář Friedrich Ferdinand von Anhalt-Köthen a pojmenoval je podle rodů Askánců, z něhož pocházel. Další majitel, Friedrich von Falz-Fein, zde roku 1898 zřídil soukromou přírodní rezervaci, kam dovážel různá exotická zvířata. Rezervace byla zestátněna roku 1919, kdy oblast ovládli bolševici. Roku 1932 byl založen Výzkumný ústav stepních travin M. F. Ivanova. V roce 1984 byla Askania-Nova zapsána na seznam biosférických rezervací pod záštitou UNESCO. V roce 2008 byla rezervace vybrána mezi Sedm přírodních divů Ukrajiny. Roku 2024 byla rezervace vážně poničena ruskými vojsky během invaze na Ukrajinu a zápavami, způsobenými protržení Kachovské přehrady. Mnoho zdejších zvířat bylo okupanty buďto zastřeleno nebo ukradeno a odvezeno do Ruska.

## Přírodní podmínky
Ve stepi se nacházejí četné mohyly a kamenné sochy starověkého původu. Typickými rostlinami stepi jsou kavyl a kostřava walliská, rostou zde také vzácné druhy jako řebčík kostkovaný nebo čimišník skytský. Žije zde 1155 druhů členovců, lokalita je také významným hnízdištěm tažných ptáků. Velká čaplynská propadlina, dlouhá 6 km a široká 4 km, je mokřadem chráněným Ramsarskou úmluvou, kde se vyskytují endemické druhy vlhkomilných rostlin jako Damasonium alisma. Podnebí je kontinentální, s více než 2200 hodinami slunečního svitu v roce, ročními srážkami 398 mm a průměrnou roční teplotou 9,9 °C, přičemž rozdíly mezi letními a zimními teplotami přesahují třicet stupňů. Askanija-Nova je známa chovem koně Převalského: slouží jako aklimatizační stanice, v níž se zvířata odchovaná v zoologických zahradách připravují na odvoz do Mongolska a vypuštění do volné přírody. V místním zooparku žijí v podmínkách podobných přirozenému prostředí sajga tatarská, bizon americký, antilopa losí, skot watusi a další druhy velkých savců, z ptáků je chován pštros dvouprstý, drop velký nebo bažant obecný.

## Galerie

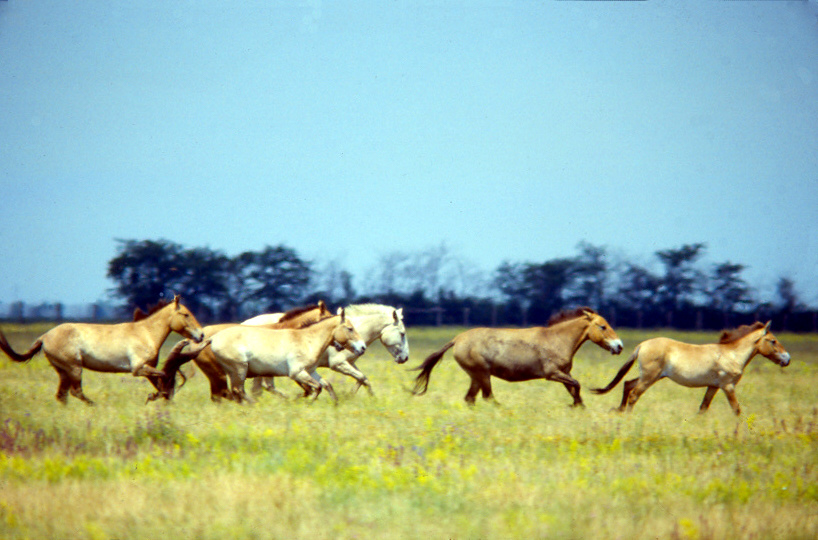
Stádo koní Převalského
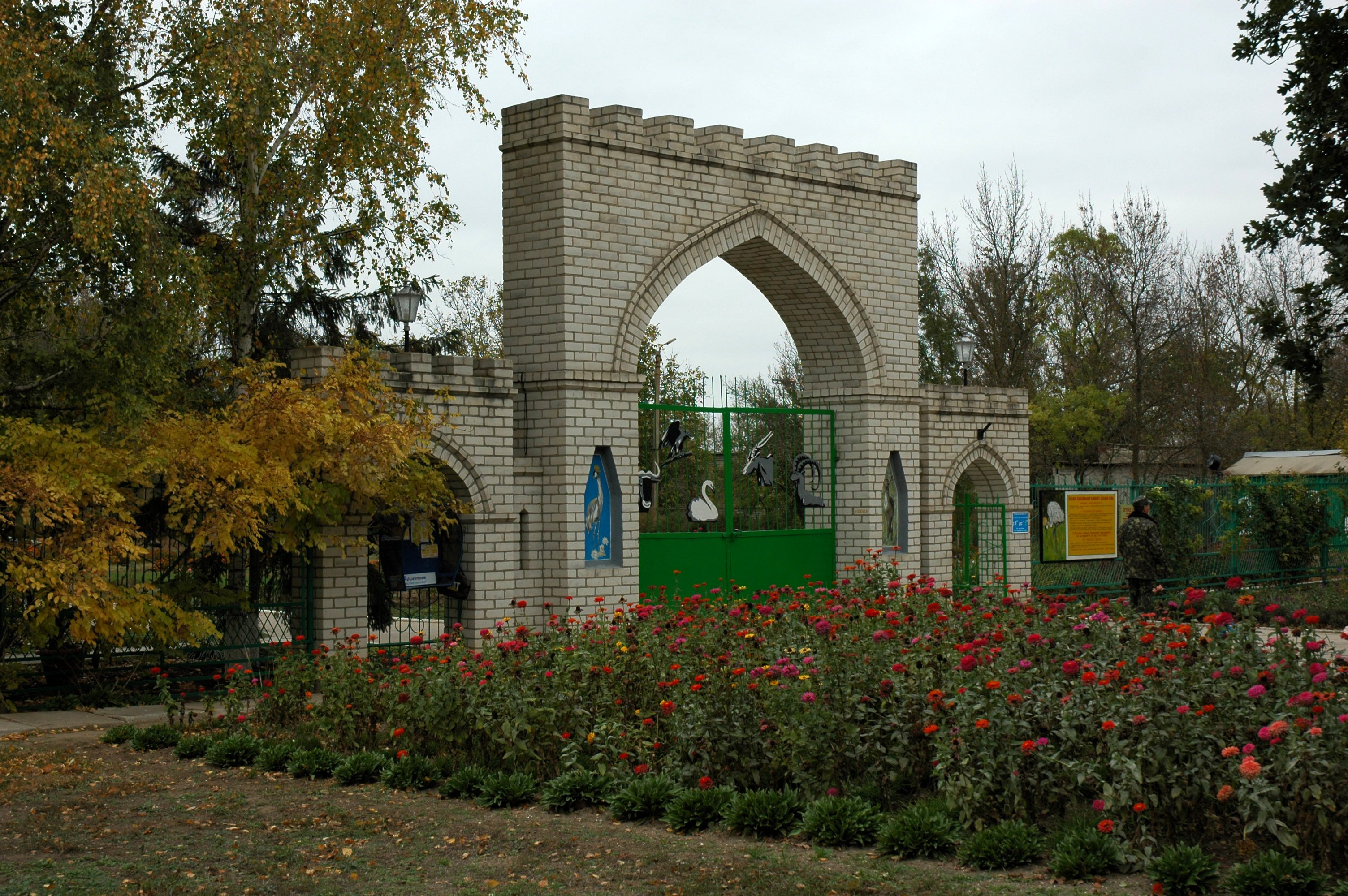
Brána rezervace
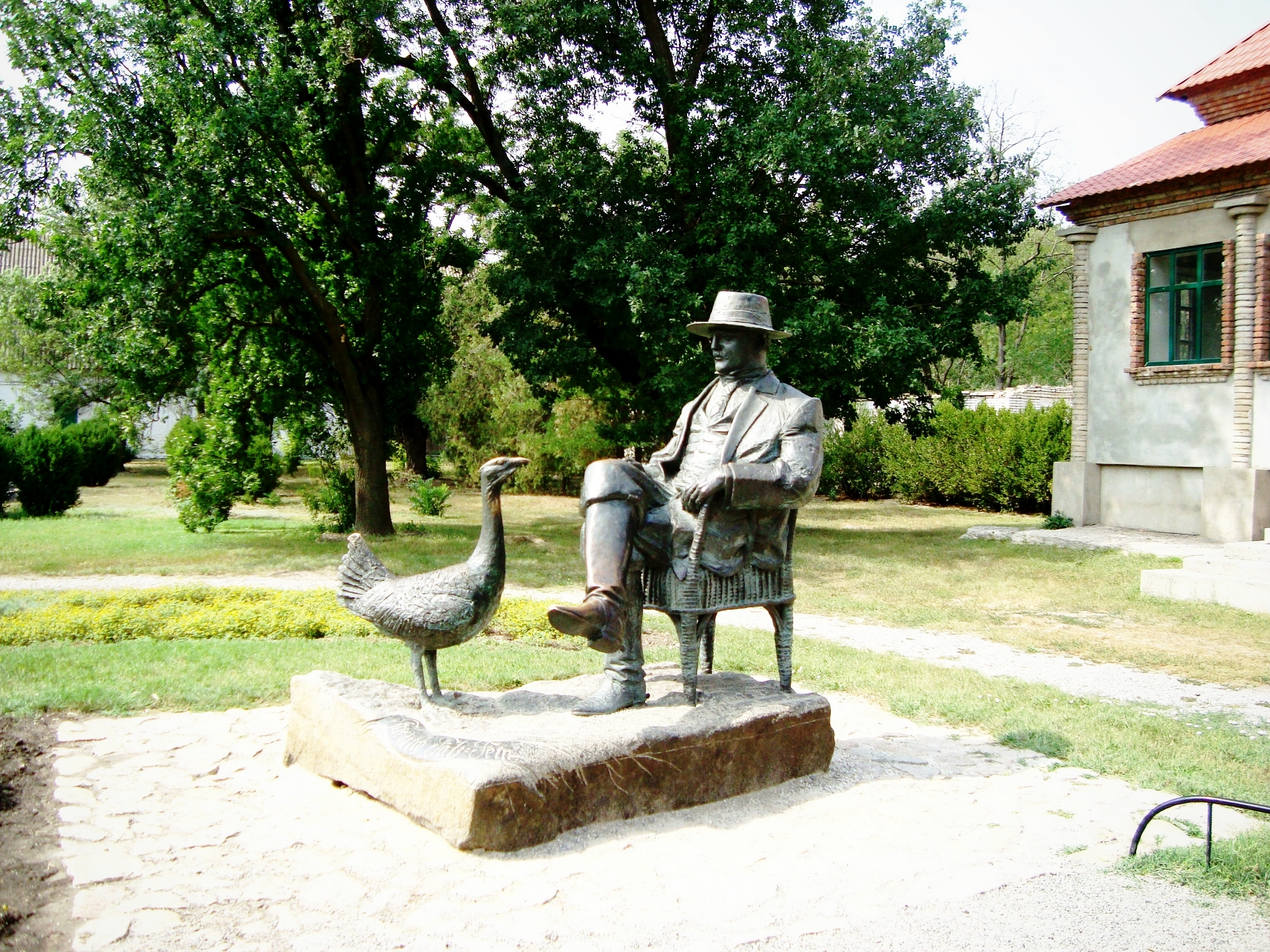
Pomník Friedricha von Falz-Feina
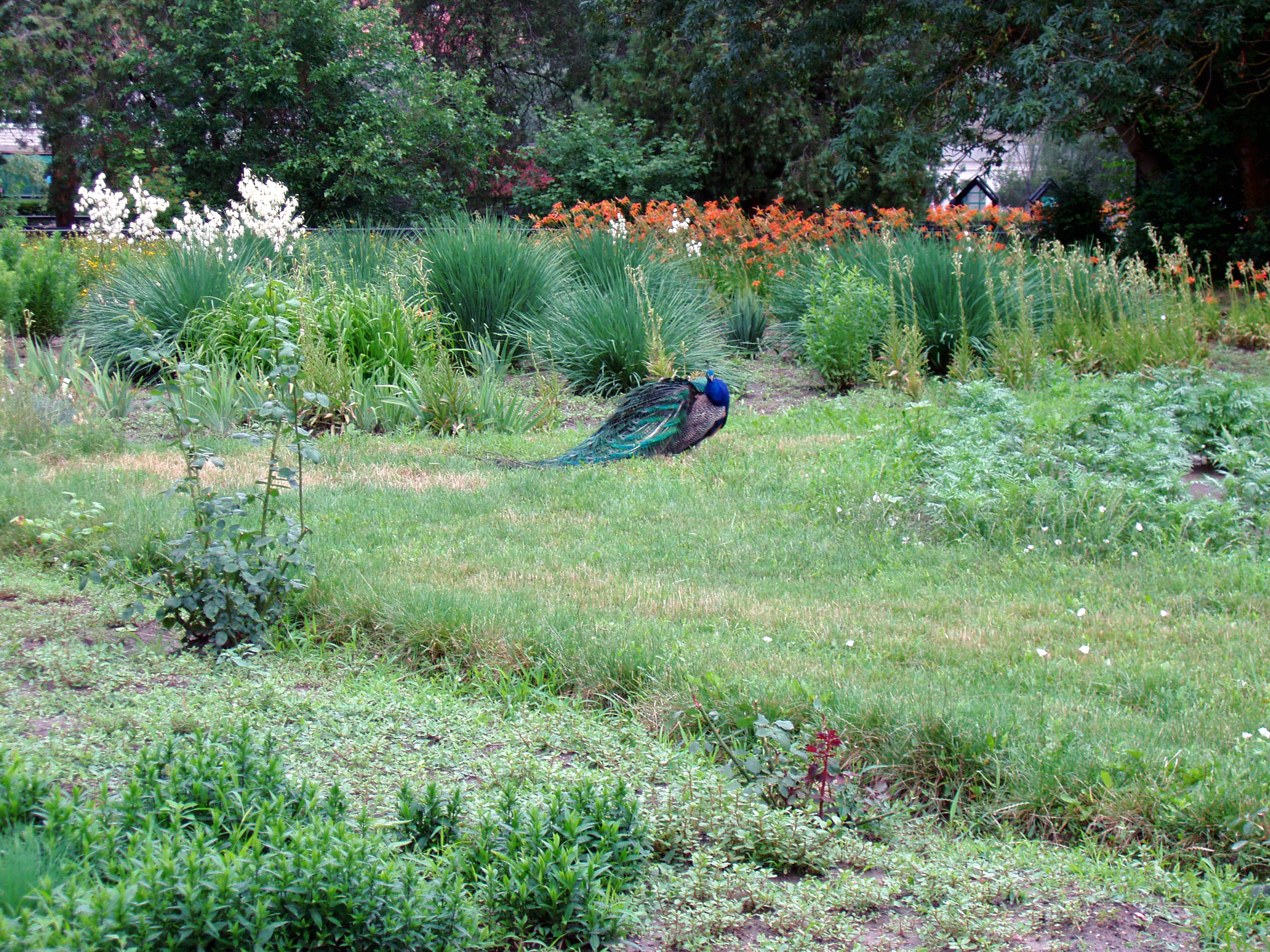
Páv v botanické zahradě
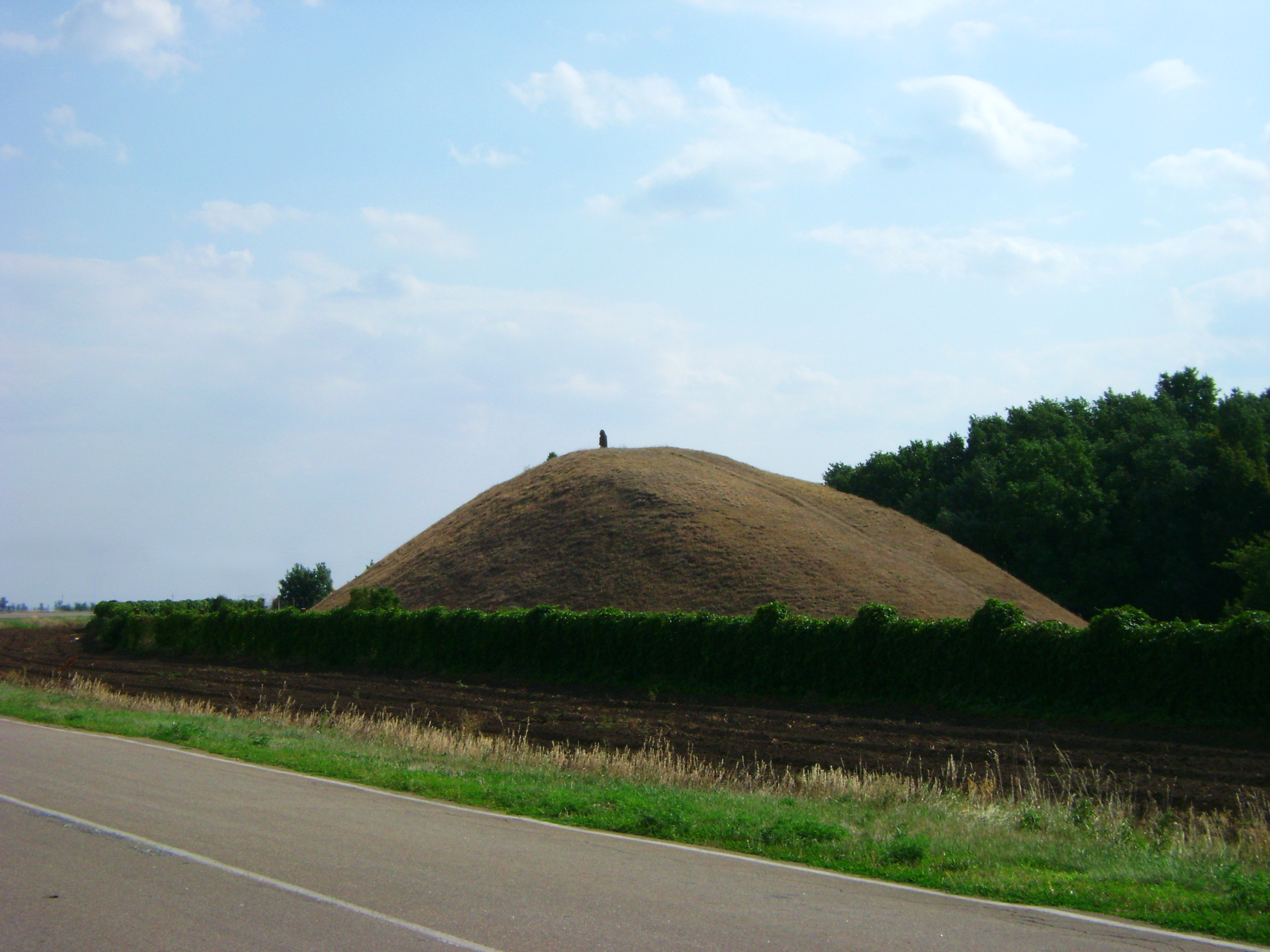
Mohyla na území rezervace
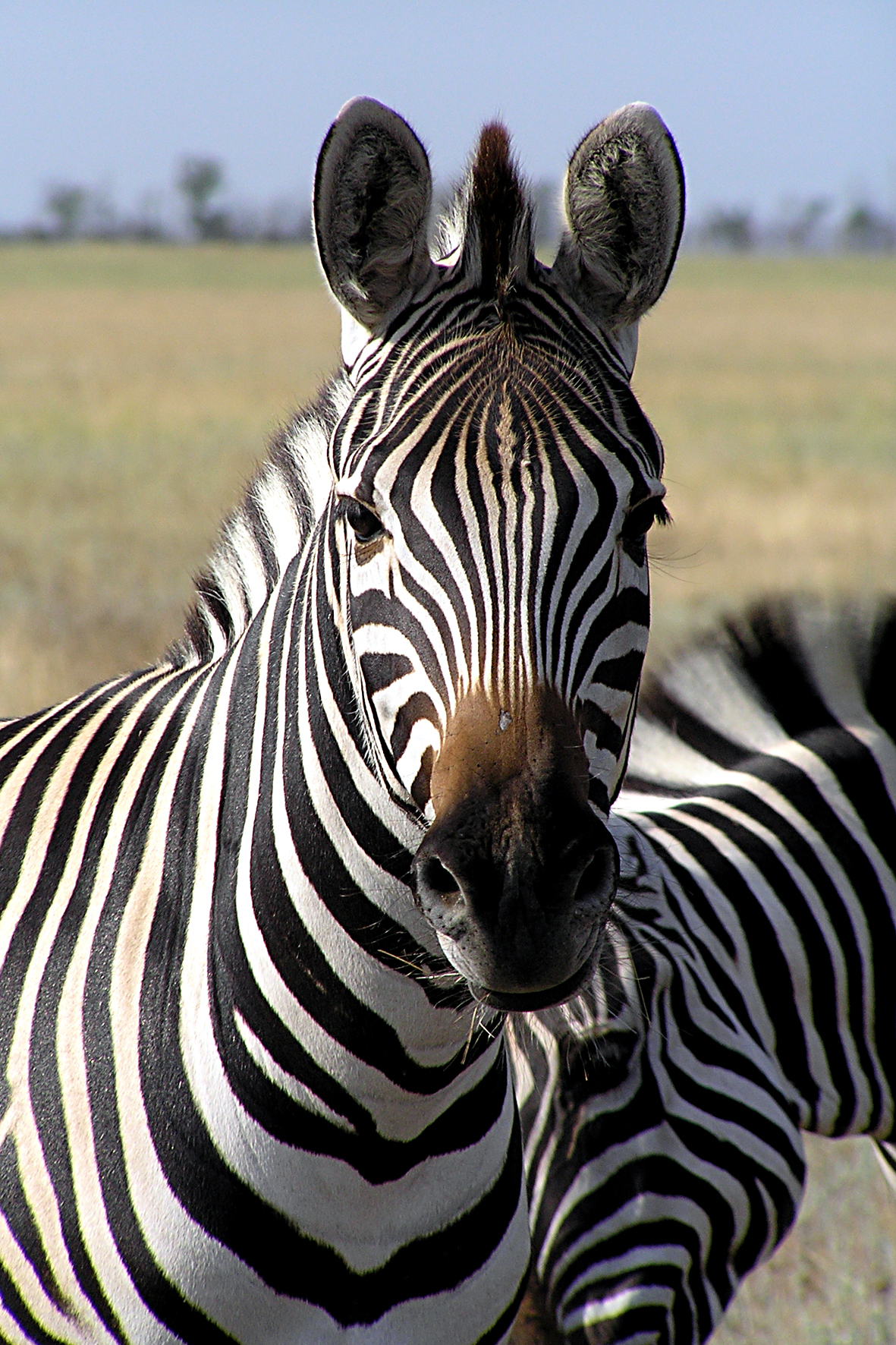
Zebry